# 12. ceremonia wręczenia nagród Gildii Aktorów Ekranowych
12. ceremonia wręczenia nagród Gildii Aktorów Ekranowych za rok 2005, odbyła się 29 stycznia 2006 roku w Shrine Exposition Center, Los Angeles w USA. Galę transmitowały stacje TNT i TBS.

## Laureaci i nominowani
Laureaci nagród wyróżnieni są wytłuszczeniem

### Produkcje kinowe

#### Wybitny występ aktora w roli pierwszoplanowej
- Philip Seymour Hoffman – Capote
  - Russell Crowe – Człowiek ringu
  - Heath Ledger – Tajemnica Brokeback Mountain
  - Joaquin Phoenix – Spacer po linie
  - David Strathairn – Good Night and Good Luck

#### Wybitny występ aktorki w roli pierwszoplanowej
- Reese Witherspoon – Spacer po linie
  - Judi Dench – Pani Henderson
  - Felicity Huffman – Transamerica
  - Charlize Theron – Daleka północ
  - Zhang Ziyi – Wyznania gejszy

#### Wybitny występ aktora w roli drugoplanowej
- Paul Giamatti – Człowiek ringu
  - Don Cheadle – Miasto gniewu
  - George Clooney – Syriana
  - Matt Dillon – Miasto gniewu
  - Jake Gyllenhaal – Tajemnica Brokeback Mountain

#### Wybitny występ aktorki w roli drugoplanowej
- Rachel Weisz – Wierny ogrodnik
  - Amy Adams – Świetlik
  - Catherine Keener – Capote
  - Frances McDormand – Daleka północ
  - Michelle Williams – Tajemnica Brokeback Mountain

#### Wybitny występ zespołu aktorskiego w filmie kinowym
- Miasto gniewu
  - Tajemnica Brokeback Mountain
  - Capote
  - Good Night and Good Luck
  - Pod prąd

### Produkcje telewizyjne

#### Wybitny występ aktora w miniserialu lub filmie telewizyjnym
- Paul Newman –  Empire Falls
  - Kenneth Branagh –  Warm Springs
  - Ted Danson –  Rycerze Południowego Bronksu
  - Ed Harris –  Empire Falls
  - Christopher Plummer –  Ojcowie nasi

#### Wybitny występ aktorki w miniserialu lub filmie telewizyjnym
- S. Epatha Merkerson –  Lackawanna Blues
  - Tonantzin Carmelo –  Na zachód
  - Cynthia Nixon –  Warm Springs
  - Joanne Woodward –  Empire Falls
  - Robin Wright Penn –  Empire Falls

#### Wybitny występ aktora w serialu dramatycznym
- Kiefer Sutherland – 24 godziny
  - Alan Alda – Prezydencki poker
  - Patrick Dempsey – Chirurdzy
  - Hugh Laurie – Dr House
  - Ian McShane – Deadwood

#### Wybitny występ aktorki w serialu dramatycznym
- Sandra Oh –  Chirurdzy
  - Patricia Arquette –  Medium
  - Geena Davis –  Pani prezydent
  - Mariska Hargitay –  Prawo i porządek
  - Kyra Sedgwick –  Podkomisarz Brenda Johnson

#### Wybitny występ aktora w serialu komediowym
- Sean Hayes –  Will & Grace
  - Larry David –  Pohamuj entuzjazm
  - Jason Lee –  Na imię mi Earl
  - William Shatner –  Orły z Bostonu
  - James Spader –  Orły z Bostonu

#### Wybitny występ aktorki w serialu komediowym
- Felicity Huffman –  Gotowe na wszystko
  - Candice Bergen –  Orły z Bostonu
  - Patricia Heaton –  Wszyscy kochają Raymonda
  - Megan Mullally –  Will & Grace
  - Mary-Louise Parker –  Trawka

#### Wybitny występ zespołu aktorskiego w serialu dramatycznym
- Zagubieni
  - Sześć stóp pod ziemią
  - Podkomisarz Brenda Johnson
  - Chirurdzy
  - Prezydencki poker

#### Wybitny występ zespołu aktorskiego w serialu komediowym
- Gotowe na wszystko
  - Wszyscy kochają Raymonda
  - Na imię mi Earl
  - Bogaci bankruci
  - Orły z Bostonu
  - Pohamuj entuzjazm

### Nagroda za osiągnięcia życia
- Shirley Temple